# 親衛隊第24師
親衛隊第24「喀斯特獵手」武裝山地師是納粹德國武裝黨衛隊中的一支部隊，屬山地獵兵師。武裝黨衛隊作為納粹黨的軍事組織，在二戰期間受德意志國防軍指揮，但未被正式納入國防軍建制。戰後紐倫堡審判中，武裝黨衛隊因戰爭罪行及反人類罪行而被定為犯罪組織。該師被命名為「喀斯特獵手」，為武裝黨衛隊下轄38個師之一。成立於1944年7月18日，由黨衛軍喀斯特防衛志願營組建，實際兵力未達編制上限，隨後縮編為黨衛軍「喀斯特獵手」山地旅。該單位在其營、師及旅級單位期間，主要參與卡斯特高原地區的反游擊戰，地區橫跨南斯拉夫、義大利及奧地利邊境，其山區地形需倚賴專業山地部隊及裝備。
該部隊前身於1942年以連級單位成立，主要成員來自南斯拉夫及義大利南提洛省的德意志人。主要負責反游擊作戰，但在義大利投降後，參與前往塔爾維西奧解除義大利武裝，及保護義大利境內德意志族群的行動。此外，其在戰爭末期成功確保奧地利山口暢通，使德軍得以順利撤離巴爾幹半島並向英軍投降。殘餘部隊於1945年5月9日向英國第6裝甲師投降，為後期投降的德軍殘餘部隊。義大利與德國聯合研究顯示，該部隊在義大利投降至戰爭結束期間，犯下23起戰爭罪行，造成277人死亡。

## 歷史

### 起源
1942年中期，武裝黨衛軍組建了連級規模的部隊，旨在義大利、奧地利和南斯拉夫交界處崎嶇的高山地區（即喀斯特高原）執行反游擊作戰。黨衛軍旗隊領袖漢斯·布蘭德（Hans Brand），地質學家兼洞穴學家，提出了組建該部隊的建議。部隊於1942年7月10日，在地達豪黨衛隊訓練中心成立，成員來自親衛隊第23師的後勤補充營。
1942年11月擴編至約500人的營級規模，稱為黨衛軍「自由喀斯特防衛營」。該營隊於1943年上半年在奧地利接受訓練。人員主要從南斯拉夫德意志人和義大利南提洛人中招募，軍官幹部則來自黨衛軍地質部隊。黨衛軍地質軍團（SS-Wehrgeologenkorps）於1941年4月成立，主要由工程師和地質學家組成。負責勘察洞穴和天然障礙，並確定越野地形是否適合坦克通行。另負責尋找淡水水源。1943年9月卡西比爾停戰協定簽訂後，該營任務為解除塔爾維西奧周邊的義大利武裝，其鄰近三國邊界。後續轉為保護當地德意志人。1943年10月至1944年6月，該部隊駐紮於義大利格拉迪斯卡迪松佐，並參與了的里雅斯特、烏迪內和伊斯特里亞半島地區的反游擊行動。10月10日，該營的部隊在普雷迪爾山口遭到伏擊，造成3人死亡、8人受傷。隔日，該營燒毀斯特爾梅茨納普雷德盧村，並殺害了16名男子以示報復。截至1943年10月19日，該營在博韋茨（弗利奇）村附近的一系列交戰中，共陣亡18人、45人受傷。同時繳獲了兩門義大利75毫米山炮，增強了部隊火力。
1943年10月底和11月，該營參與了扎加和科巴里德周邊的反游擊行動，包括「屋簷」行動（Traufe）。11月底，該營被分發至義大利黨衛隊和警察領袖、親衛隊上級集團領袖卡爾·沃爾夫的指揮下，執行相關任務。1944年2月，該營執行了「拉特」行動（Operation Ratte），期間燒毀科門和布拉尼克村，並將兩村居民拘禁在勞動營中。1944年初，布蘭特建議招募斯洛文尼亞民族主義者加入該營，但遭到黨衛軍總部的拒絕，擔憂此政策會導致該部隊被南斯拉夫游擊隊滲透。據估計，當時約有2萬名共產黨游擊隊員在戈里齊亞地區活動。該營於1944年3月參與多項行動，包括「柏樹」（Zypresse）、「紫羅蘭」（Märzveilchen）、「鼴鼠」（Maulwurf）及「淡藍」（Hellblau）行動，造成大量游擊隊員傷亡，並處決了被俘的游擊隊員。3月和4月，該營展開為期12天的「水仙花」（Osterglocke）行動，隨後在5月底展開了「藤蔓」（Liane）行動，及從5月7日至7月16日持續實行的「安妮瑪麗」（Annemarie）行動。
1944年6月，該營巡邏隊於弗留利地区奇维达莱附近執行任務期間失蹤，兩日後發現全體隊員赤身裸體，頭顱遭割下並插於刺刀之上。該部隊以其在反游擊戰中的表現而聞名，並在反游擊作戰期間，擴充兵力至約1000人。

### 擴編
1944年7月18日，黨衛軍領袖海因里希·希姆萊下令將該營擴編為師級規模，但其授權兵力僅為6600人。隸屬於亞德里亞濱海戰區的親衛隊集團領袖和警察領袖、黨衛軍少將奧迪洛·格洛博奇尼克的第24武裝黨衛軍山地師「喀斯特獵手」應運而生。「喀斯特獵手」的名稱源自「喀斯特」（Karst），即行動區域，及「獵手」（Jäger），德軍輕步兵的軍事術語。該師應由兩個山地步兵團組成，配備砲兵團、偵察營、戰車獵兵（反坦克）營和工兵營，及後勤補給部隊。裝甲部隊配備了14輛繳獲的義大利P-40坦克，但戰車性能不佳，僅半數可以正常使用。1944年8月，兵力不足的親衛隊第24師在第188山地師的指揮下參與「達赫施泰因」行動。1944年8月至11月期間，該師持續於同地區執行反游擊任務，但兵力僅3000人，不到其授權編制的半數兵力。由於無法招募到足夠的士兵，該師於12月被縮編為旅。
1944年末和1945年初，武裝黨衛軍山地（喀斯特獵兵）旅最初部署於尤利安山，與英國支援的游擊隊作戰，隨後轉移至里雅斯特周邊沿海地區及馬拉諾潟湖地區。鑑於存在被盟軍切斷後路之風險，該旅旋即返回尤利安山。必須經過塔利亞門托河，從奧索波和弗留利地區傑莫納之間的戰場通過。1945年4月底，該旅於尤利安山南部邊緣與英軍和紐西蘭軍隊交戰。其支援連從波騰施泰因的訓練中心派往奇維達萊，在一個戰車連的協助下，使用戰車擊毀了部分英軍戰車。在戰爭的最後幾週，該旅隸屬於由黨衛軍准將海因茨·哈梅爾（Heinz Harmel）指揮的戰鬥群，該戰鬥群奉命保持南斯拉夫和奧地利之間的卡拉萬克斯山口暢通。使德軍從南斯拉夫撤退，以便向英軍而不是南斯拉夫部隊投降。該戰鬥群成功完成了最後的任務，並且是後期投降的德軍殘餘部隊，於1945年5月9日向英國第6裝甲師投降。
戰後紐倫堡審判，武裝親衛隊因戰爭罪行及反人類罪行而被定為犯罪組織，包括殺害戰俘和在佔領國犯下的暴行。判決不含被徵召入伍的，且沒有犯下戰爭罪和危害人類罪的黨衛軍成員。

## 戰鬥序列
該師的最終戰鬥序列如下：
- 武裝黨衛隊第59山地獵兵團（三個營）
- 武裝黨衛隊第60山地獵兵團（三個營）
- 黨衛隊第24山地炮兵團（四個營）
- 黨衛隊第24偵察營
- 黨衛隊第24戰車獵兵營（反坦克營）
- 黨衛隊第24工兵營
- 黨衛隊第24山地通信營
- 黨衛隊第24後備營

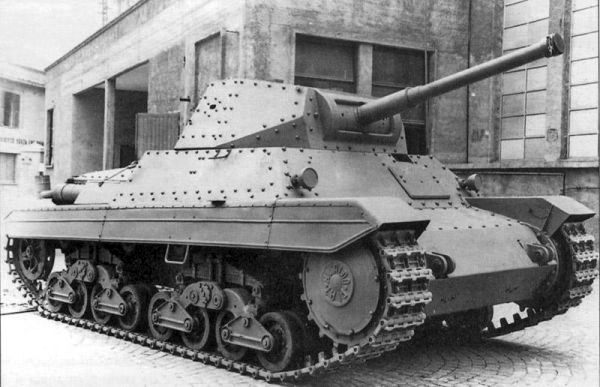
1944年7月，新組建的師獲分配14輛繳獲的義大利P-40坦克，實際結果顯示其可靠性不足。

該師編制涵括後勤補給單位。實際僅組建第59山地獵兵團、第24山地炮兵團的一支營隊、第24工兵營的一支連隊及該師裝甲連之半數兵力。

## 戰爭罪
義大利和德國聯合研究表明，該師於卡西比爾停戰協定和二戰結束期間，在義大利犯下了23起戰爭罪行，造成277人死亡。其中規模最大的屠殺事件如下：
- 納蒂索內河谷大屠殺（義大利語：Eccidio delle Fosse del Natisone）：事件發生於奇維達萊德爾弗留利的師部營房，共有113人遇害，確切日期尚未查明。
- 1944年7月21日，帕盧扎附近的馬爾加普拉莫西村（Malga Pramosio），共27人被殺，為對義大利游擊隊襲擊的報復行動。
- 1944年8月25日，尼米斯附近的托爾拉諾村（Torlano），共33人被殺，為對游擊隊襲擊的報復行動。
- 1945年4月28-29日間，切维尼亚诺-德尔弗留利和泰爾佐達奎萊亞間，共21名男性人質被殺，同為對游擊隊襲擊的報復行動。
- 1945年5月2日，在特拉薩吉斯附近的阿瓦西尼斯村（Avasinis），共51人被殺。

## 指揮官
據歷史學家戈登·威廉姆森記載，曾有三位武裝黨衛隊軍官先後指揮該師及其前身旅級單位：
- 親衛隊上級突擊隊大隊領袖－卡爾·馬克思（Karl Marx，1944年12月）
- 親衛隊突擊隊大隊領袖－維爾納·哈恩（Werner Hahn，1944年12月—1945年2月）
- 親衛隊上級領袖－阿道夫·瓦格納（Adolf Wagner，1945年2月—5月）

## 徽章
該師車輛標誌使用風格化的盧恩字母，左右各有個箭頭。實際佩戴黨衛隊的神秘符文領章，並無配發及穿戴自身製作的領章。

## 註腳
1. ↑  代指提爾的盧恩字母
2. ↑  羅蘭·卡爾滕內格爾（英语：Roland Kaltenegger）僅列出哈恩層擔任該部隊的指揮官。[14]